# Чувство льда
«Чувство льда» — криминальный роман Александры Марининой 2006 года. Произведение вошло в лонг-лист премии «Большая книга».

## Сюжет
Близнецы Александр и Андрей Филановские выросли без матери, их воспитали тетка и бабушка. Они имеют какую-то особую связь между собой, и, когда убита любовница одного из них, каждый из них готов взять на себя вину, чтобы выгородить другого.

Исследуя образ сотрудника правоохранительных органов в современном российском криминальном романе, Д. О. Тимошкин рассматривает такие аспекты сюжета как «интуиция» и «связи»: 
В «Чувстве льда» А. Марининой расследованием убийства занимаются следователь прокуратуры, оперативник уголовного розыска и сотрудник службы охраны издательства, бывший «сотрудник». Основным их рабочим инструментом также становится интуиция. Заметно возрастает роль «связей» между «штатскими» персонажами и сотрудниками правоохранительных органов. Подозревая брата крупного книгоиздателя, герой-оперативник стремится форсировать расследование, опасаясь, что родственники «задействуют свои связи» в МВД и выведут подозреваемого из поля зрения следствия.  Узнав, что в службе безопасности фирмы работает бывший сотрудник уголовного розыска, оперативник обрадовался: «Нам очень повезло, наш человек работает в стане врага».

## Отзывы и критика
«Роман Марининой выбивается из ряда её книг: она вдруг решила не просто что-то сочинить, а нечто сказать», — так объяснил включение романа в лонг-лист председатель экспертного совета «Большой книги» писатель Михаил Бутов.
Э. Н. Герасименко рассматривает название этого романа как стилистическое средство, помогающее автору реализовать творческую задачу: «Конец текста заставляет читателя вернуться к заглавию и осознать насколько были верны его первоначальные предположения, насколько оправдались его ожидания. В рамках заглавий, представленных генитивными конструкциями, реализуются метафоры (Иллюзия греха, Чувства льда), которые также способствуют усилению образности и эмоциональности заглавий.»

Д. О. Тимошкин находит в криминальных бестселлерах 2006 года «представление об МВД как о ярмарке ресурса и „младшем брате ФСБ“» 
В «Чувстве льда» Александра Маринина рисует ретроспективу «советского прошлого», где главная героиня, не желая допустить брак своей дочери с диссидентом, обращается к «знакомому полковнику госбезопасности» и просит организовать арест неугодного жениха, надавив на милицию. Что тот с успехом выполнил. И в настоящем времени герои книги обращаются за помощью к «бывшим сотрудникам», которые через «сохранившиеся связи» решают их личные проблемы.
 По его наблюдениям, в книгах Александры Марининой и в 1998 году, и в 2006 году детально описана работа следователей и оперативников, но «слово „закон“ практически не упоминается».